# Jéssica Delboni
Jéssica Correa Delboni (Vila Velha, Espírito Santo; 7 de septiembre de 1993) es un artista marcial mixta brasileña que compite en la división de peso átomo para Invicta Fighting Championships.

## Carrera

### Comienzos
Delboni debutó como profesional contra Juliana Costa en el HCC 12, ganando por decisión unánime el combate. Más adelante repetiría victoria en sus dos siguientes encuentros, también por decisión unánime, contra Cristiane Lima y Bianca Sattelmayer.
Delboni estaba programada para luchar contra Joice Mara en Shooto Brasil 74. Ganó la pelea por decisión unánime.
Delboni estaba programada para luchar contra Pamela Ferreira en Angels & Fight Contest 2. Ganó la pelea por decisión unánime. Delboni fue programada después para luchar contra Bruna Brasil en Maringá Combat 5. Delboni ganó la pelea por TKO.
Delboni estaba programada para luchar contra Liana Pirosin en Imortal FC 8. Ganó a Pirosin por decisión unánime.

### Invicta y Shooto Brasil
El 15 de abril de 2018, múltiples medios de comunicación anunciaron que Delboni había firmado con Invicta Fighting Championships.
Delboni estaba programada para hacer su debut en Invicta contra Ashley Cummins en Invicta FC 32: Spencer vs Sorenson. Cummins ganó el combate por decisión unánime. Más adelante, combatió contra Maiara Amanajás en un combate de peso paja en Shooto Brasil 91, que ganó por decisión dividida. Para su próxima pelea, Delboni regresó tanto a Invicta como al peso atómico, siendo programada para luchar contra Lindsey VanZandt en Invicta FC 36 - Sorenson vs. Young. Delboni volvió a ganar por decisión dividida.
Delboni volvió al peso paja para luchar contra Julia Polastri por el título vacante de peso paja de Shooto Brasil, en Shooto Brasil 97. Polastri ganó el combate por nocaut en el segundo asalto. Estaba previsto que Delboni luchara contra la antigua campeona del peso átomo de Invicta, Herica Tiburcio, en un combate de peso paja, en Invicta FC 42: Cummins vs. Zappitella. Delboni ganó el combate por decisión unánime.
Su victoria contra una antigua campeona le valió el derecho a desafiar a Alesha Zappitella por el campeonato del peso átomo de Invicta FC en Invicta 44: Rodríguez vs. Torquato. Zappitella ganó el combate por decisión mayoritaria. Dos de los jueces puntuaron la pelea 48-47 a favor de Zappitella, mientras que el tercer juez la puntuó 48-47 a favor de Delboni. Todos los miembros de los medios de comunicación puntuaron la pelea a favor de Delboni.
Delboni participó en el Torneo Invicta FC Phoenix, que se celebró para determinar la próxima aspirante al título de peso átomo. Delboni ganó los combates de cuartos de final y semifinales contra Tabatha Watkins y Marisa Messer-Belenchia por decisión, y se enfrentó a Lindsey VanZandt en la final. Venció por decisión unánime, con puntuaciones de 30-27, 29-28 y 29-28.
Campeona de peso átomo de Invicta FC
Delboni buscó la revancha con Zappitella para el campeonato de peso átomo de Invicta FC el 12 de enero de 2022 en Invicta FC 45. Terminó ganando el combate y el título por decisión unánime, dos tarjetas de puntuación de 50-45 y una tarjeta de puntuación de 49-46.
Delboni hizo su primera defensa del título Invicta Atomweight contra Jillian DeCoursey en Invicta FC 49: Delboni vs. DeCoursey el 28 de septiembre de 2022. Perdió la pelea por una sumisión en la primera ronda.

## Combates realizados

### Registro en artes marciales mixtas
| Resultado | Récord | Oponente           | Método                      | Evento                                    | Fecha                    | Ronda | Tiempo | Localización         |
| --------- | ------ | ------------------ | --------------------------- | ----------------------------------------- | ------------------------ | ----- | ------ | -------------------- |
| Victoria  | 13–4   | Danielle Taylor    | Decisión (unánime)          | Invicta FC 53                             | 3 de mayo de 2023        | 3     | 5:00   | Denver               |
| Derrota   | 12–4   | Jillian DeCoursey  | Sumisión (rear-naked choke) | Invicta FC 49: Delboni vs. DeCoursey      | 28 de septiembre de 2022 | 1     | 4:49   | Hinton               |
| Victoria  | 12–3   | Alesha Zappitella  | Decisión (unánime)          | Invicta FC 45: Zappitella vs. Delboni II  | 12 de enero de 2022      | 3     | 5:00   | Kansas City          |
| Victoria  | 11–3   | Lindsey VanZandt   | Decisión (unánime)          | Invicta FC Phoenix Tournament: Atomweight | 11 de junio de 2021      | 3     | 5:00   | Kansas City          |
| Derrota   | 10–3   | Alesha Zappitella  | Decisión (split)            | Invicta FC 44: Rodríguez vs. Torquato     | 21 de mayo de 2021       | 3     | 5:00   | Kansas City          |
| Victoria  | 10–2   | Herica Tiburcio    | Decisión (unánime)          | Invicta FC 42: Cummins vs. Zappitella     | 17 de septiembre de 2020 | 3     | 5:00   | Kansas City          |
| Derrota   | 9–2    | Julia Polastri     | TKO (puñetazos)             | Shooto Brasil 97                          | 19 de octubre de 2019    | 2     | 4:35   | Río de Janeiro       |
| Victoria  | 9–1    | Lindsey VanZandt   | Decisión (split)            | Invicta FC 36: Sorenson vs. Young         | 9 de agosto de 2019      | 3     | 5:00   | Kansas City          |
| Victoria  | 8–1    | Maiara Amanajás    | Decisión (split)            | Shooto Brasil 91                          | 5 de abril de 2019       | 3     | 5:00   | Río de Janeiro       |
| Derrota   | 7–1    | Ashley Cummins     | Decisión (unánime)          | Invicta FC 32: Spencer vs. Sorenson       | 16 de noviembre de 2018  | 3     | 5:00   | Shawnee              |
| Victoria  | 7–0    | Liana Pirosin      | Decisión (unánime)          | Imortal FC 8                              | 7 de abril de 2018       | 3     | 5:00   | São José dos Pinhais |
| Victoria  | 6–0    | Bruna Brasil       | TKO (puñetazos)             | Maringá Combat 5                          | 18 de noviembre de 2017  | 2     | N/A    | Maringá              |
| Victoria  | 5–0    | Pamela Ferreira    | TKO (puñetazos)             | Angels & Fight Contest 2                  | 15 de octubre de 2017    | 1     | 3:08   | Río de Janeiro       |
| Victoria  | 4–0    | Joice Mara         | Decisión (unánime)          | Shooto Brasil 74                          | 27 de agosto de 2017     | 3     | 5:00   | Río de Janeiro       |
| Victoria  | 3–0    | Bianca Sattelmayer | Decisión (unánime)          | Curitiba Top Fight 11                     | 1 de julio de 2017       | 3     | 5:00   | Curitiba             |
| Victoria  | 2–0    | Cristiane Lima     | Decisión (unánime)          | Rei da CBX 2                              | 16 de agosto de 2015     | 3     | 5:00   | Salvador             |
| Victoria  | 1–0    | Juliana Costa      | Decisión (unánime)          | HCC 12                                    | 12 de mayo de 2013       | 3     | 5:00   | Vitória              |